# 群众政治
群众政治（英語：Mass politics）是一种建立在群众政党兴起基础上的政治秩序。
群众政治的兴起通常与群众社会的出现联系在一起，而这又与西方的工业革命相吻合。然而，由于宗教改革期间出现广泛的民众参与，有人将其称为“第一场群众政治运动”，虽然后来被“其他最终语调更世俗的意识形态”所取代。
群众政治的本质，是将广大民众纳入政治进程之中。其中最早的一场群众运动，可以说是由丹尼尔·奥康奈尔领导的爱尔兰天主教解放运动。1880年—1914年，这种趋势大幅上升，欧洲的选举权扩大至所有男性，在一些国家甚至赋予女性投票权。以群众为基础的政党也随之出现，成为推动社会、经济和政治改革的复杂载体。